# Merostachys vestita
Merostachys vestita är en gräsart som beskrevs av Mcclure och Lyman Bradford Smith. Merostachys vestita ingår i släktet Merostachys och familjen gräs. Inga underarter finns listade i Catalogue of Life.